# Tapiz de Hestia

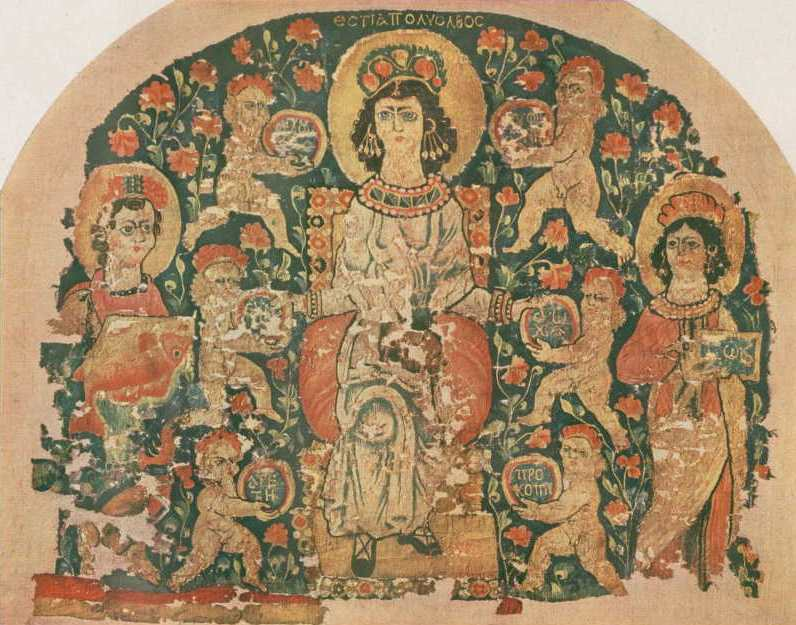
"Hestia llena de bendiciones", tapiz del en la colección Dumbarton Oaks, 136,5 x 114 cm.

El tapiz de Hestia es un tapiz con un motivo alegórico pagano hecho en la diócesis de Egipto a principios del siglo VI. Se guarda en la colección Dumbarton Oaks en Washington D. C., pero generalmente no se exhibe.
El tapiz de Hestia, tejido en lana y en muy buen estado de conservación, es una representación tardía de la diosa Hestia, la diosa griega del hogar. Mide 114 x 136,5 cm y aunque termina de manera semicircular en la parte superior, el análisis de la trama indica que debió ser recortado en tiempos modernos y originalmente sería rectangular. El tapiz muestra una disposición simétrica, con la diosa en el centro y de mayor tamaño que las figuras menores, flores y posiciones de un lado reflejándose en el otro en espejo. Muestra a la diosa, con rica túnica bizantina contemporánea y un halo alrededor de la cabeza, simbolizando su santidad en una probable influencia cristiana, sentada en un cojín rojo sobre un rico trono decorado con piedras preciosas, con dos asistentes y seis putti sobre un fondo florido que insinúa un jardín. El tapiz está identificado arriba con la inscripción en griego Hestía Polýolbos o sea "Hestia llena de bendiciones" y estas están representadas principalmente a través del uso de la granada. Su tocado está coronado con ellas y de sus aretes cuelgan colgantes rematados en forma de esta fruta, mientras las bendiciones que Hestia dispensa están descritas con letras doradas dentro de las granadas que los niños desnudos le presentan tres a cada lado: riqueza (plutos), alegría (eufrosine), alabanza (eulogia), abundancia (euochia), virtud (arete) y progreso (procope). Los personajes de la zona inferior, una mujer a la derecha y un hombre a la izquierda, también vestidos a la bizantina y con halos, probablemente sean personificaciones de más cualidades de la diosa: la dama sostiene una tableta donde está escrito: Luz. La del caballero ya no se puede leer por las pérdidas de tejido sufridas en los bordes.
La historia y el simbolismo del tapiz fueron analizados por Friedlander (1945). Los estudiosos observan que esta pieza, destinada a decorar y al mismo tiempo atraer a la casa la abundancia que representa, en un acto de magia simpática, demuestra que en las casas cristianas acomodadas de los inicios del Egipto bizantino todavía eran comunes los artefactos domésticos con iconografía pagana.